# Igreja Presbiteriana Livre Aashish do Nepal
A Igreja Presbiteriana Livre Aashish do Nepal (IPLAN), também conhecida simplesmente como Igreja Presbiteriana Aashish (IPA) - em inglês Aashish Presbyterian Free Church in Nepal ou Aashish Presbyterian Church - é uma denominação reformada presbiteriana no Nepal. Foi constituída em 1989 por missionários da Igreja Presbiteriana Livre de Kalimpong.

## História
Em 1989, a Igreja Presbiteriana Livre de Kalimpong enviou a missionário Pandi Bhattarai para o Nepal.
A partir do crescimento do número de membros, mais igrejas foram estabelecidas no país.
Mais tarde, a Fraternidade Evangélica do Himaláia, auxiliou na plantação de novas igrejas no país.
A partir de 2013, a denominação passou a receber ajuda de missionários da Igreja Presbiteriana do Brasil.
E em 2016, já era formada por 31 igrejas e congregações.

## Relações Inter-eclesiásticas
A IPA já foi, anteriormente, membro da Fraternidade Reformada Mundial.
Além disso, a denominação tem relações com a Igreja Presbiteriana do Brasil.